# Bandera de l'orgull no binari

Bandera de l'orgull no binari

La bandera de l'orgull no binari és una bandera de l'orgull que representa la comunitat no binària. Va ser dissenyada per Kye Rowan el 2014.
La bandera de l'orgull no binari consta de quatre barres horitzontals de la mateixa mida: groga, blanca, morada i negra. No hi ha cap proporció oficial o acordada (les imatges d'aquest article són 2:3).
La franja groga representa les persones fora del binari de gènere. La franja blanca representa les persones amb múltiples gèneres. La franja lila representa les persones que s'identifiquen específicament com una barreja d'home i dona. La franja negra representa les persones agènere.
El disseny tant de la bandera genderqueer com de la bandera no binària inclouen el color lavanda (morat) en referència a la història LGBTQ+. La paraula «lavanda» s'havia utilitzat anteriorment per a referir-se a la comunitat gai. Un diccionari d'argot de 1935 incloïa l'expressió «una veta de lavanda» que significava una persona considerada efeminada. Un matrimoni de gènere diferent on es presumia que ambdues parts eren gais s'anomenava «matrimoni lavanda». El terror lila va ser un pànic moral a mitjans del segle xx, on les persones LGBT+ van ser acomiadades massivament dels seus llocs de treball al govern dels Estats Units d'Amèrica. Les expressions utilitzades per la comunitat LGBT+ de vegades es coneixen com a «lingüística lavanda».

## Història
Kye Rowan va crear la bandera de l'orgull per a persones no binàries el febrer de 2014 per a representar persones amb gèneres més enllà del binari masculí/femení. La bandera no pretenia substituir la bandera genderqueer, creada per Marilyn Roxie el 2011, sinó que onejava al seu costat, i molts consideren que pretenia representar les persones que no se sentien adequadament representades per la bandera genderqueer. La segona franja era inicialment blanca, però Rowan va proposar més tard que fos el to còsmic latte.
|       | Disseny original  | Disseny original | Disseny posterior | Disseny posterior |
|       | Triplet hexagonal | Color            | Triplet hexagonal | Color             |
| ----- | ----------------- | ---------------- | ----------------- | ----------------- |
| Groc  | #FFF433           |                  | #FFF433           |                   |
| Blanc | #FFFFFF           |                  | #FFF8E7           |                   |
| Lila  | #9B59D0           |                  | #9B59D0           |                   |
| Negre | #2D2D2D           |                  | #2D2D2D           |                   |

Durant Eurovisió 2024, la persona cantant suïssa Nemo Mettler, que va quedar en primer lloc, va introduir d'amagat una bandera no binària a la cerimònia d'obertura. Nemo va explicar després: «Vaig haver d'introduir d'amagat la bandera del meu gènere no binari perquè Eurovisió em va dir que no la podia treure». Tot i prohibir la bandera no binària, el compte oficial d'Instagram d'Eurovisió va publicar una imatge de la bandera després del concurs.

## Emoji
A causa que el Consorci Unicode té una política general de no afegir cap emoji de bandera addicional, no s'afegirà cap emoji per a la bandera no binària tret que la política de banderes sigui rescindida o modificada.